# نورمان آدامز
نورمان آدامز (بالإنجليزية: Norman Adams)‏ هو رسام أمريكي، ولد في 3 أكتوبر 1933، وتوفي في 4 يوليو 2014.